# Король маорі
Король маорі (англ. King of the Kiingitanga, маор. Kiingi) — символічна посада в маорійській традиційно-племінній структурі у Новій Зеландії.  Маорійський король є символом єдності, самобутності та національної ідентичності народу Маорі. Посада запроваджена у 1850-х роках, з того часу королівські повноваження були передані іві (племені) таінуї. Офіційна резиденція монарха знаходиться в Туронго-Хаус, місто Нгаруавахіа.

## Статус
Формально посада маорійського короля не є спадковою. Тим не менше, до сьогодні всі королі маорі були прямими нащадками Потатау Те Фероферо, першого короля маорі, і кожному монарху спадкував його син (або дочка). Теоретично до сих пір існує можливість переходу королівської посади до представників іншої родини.
Нового короля (чи королеву) маорі обирають вожді іві (племен) в день похорон попереднього короля, але до моменту поховання. 
Король маорі юридично не має жодної влади. Такої посади у новозеландському законодавстві не передбачено в принципі. Втім, «маорійський монарх» все-таки відіграє важливу роль у громадському житті країни і має високу «ману».

## Список королів та королев маорі
- Потатау Те Фероферо (1856—1860)
- Тафіао (1860—1894)
- Махута Тафіао (1894—1912)
- Те Рата Махута (1912—1933)
- Корокі Махута (1933—1966)
- Те Атаірангікааху (королева), (1966—2006)
- Тухеітіа Пакі (2006—2024)

## Історія
Посаду було запроваджено у 1850-х роках з ініціативи новоутвореного маорійського королівського руху Кінгітанга (англ. Māori King Movement, маор. Kīngitanga букв. «королівство»), фактично маорійських націонал-традиціоналістів. 
Ініціатором творення руху був відомий маорійський проповідник та просвітитель Вірему Таміхана, що отримав за це прізвисько «Царетворець» (англ. kingmaker). 
Якщо в момент виникнення руху «Кінгітанга» він користувався підтримкою лише частини маорійських племен Північного острову, з часом він набув великого авторитету й визнання серед  маорі у всіх регіонах країни. Велику роль в цьому відіграла газета мовою маорі, яку для пропаганди своїх ідей заснував Вірему Таміхана.